# Campynemataceae
Las campinematáceas (nombre científico Campynemataceae) son una familia de plantas monocotiledóneas distribuidas en Nueva Caledonia y Australia, poseen la base de las hojas fibrosa y persistente, las hojas sin la venación reticulada fina, de base envainadora, el androceo adnato a la base de los tépalos, el perianto alargado, persistente, las semillas angulosas con embrión diminuto. De los dos géneros que componen a la familia, Campynemanthe tiene una inflorescencia subumbelada, el ovario un poco súpero, y el ápice de la hoja dentado; Campynema tiene anteras extrorsas, células del tapete multinucleadas, y el ovario ínfero.  La familia fue reconocida por sistemas de clasificación modernos como el sistema de clasificación APG III (2009) y el APWeb (2001 en adelante).

## Taxonomía
La familia fue reconocida por el APG III (2009), el Linear APG III (2009) le asignó el número de familia 52. La familia ya había sido reconocida por el APG II (2003).
2 géneros según el APWeb (visitado en enero del 2009):
- Campynema
- Campynemanthe